# Biologisk bekæmpelse 2
Biologisk bekæmpelse 2 er en naturfilm fra 1984 instrueret af Claus Bering efter eget manuskript.

## Handling
Biologisk bekæmpelse af skadedyr på friland volder vanskeligheder, der langt overstiger dem, det er lykkedes at overvinde i de lukkede væksthuse. Filmen ser på eksempler på biologisk bekæmpelse og viser, at det kan være lige så effektivt som bekæmpelse med giftstoffer. Hvis vi vil opretholde vores nuværende forbrug, er det nødvendigt med bekæmpelse af skadedyr. Her er forskningen i bekæmpelsesformer yderst nødvendig.